# گل زرد مالمیر
گل زرد مالمیر (شازند)، روستایی از توابع بخش سربند شهرستان شازند در استان مرکزی ایران است. زبان مردم این نواحی فارسی و ترکی می باشد . فامیلی اکثر مردم این نواحی قبادی ، شاملو و قاسمی میباشد .
از نواحی دیدنی این روستا میتوان به تیزداش و تکچنار اشاره کرد .

## جمعیت
این روستا در دهستان هندودر قرار دارد و براساس سرشماری مرکز آمار ایران در سال ۱۳۸۵، جمعیت آن ۱۱۰ نفر (۳۹خانوار) بوده است.